# 2401 Penitent Tangent
2401 Penitent Tangent  es un personaje de ficción del universo de Halo.

## Antecedentes y rol en el juego
2401 Penitent Tangent es una entidad de inteligencia artificial encargada de vigilar y mantener la Instalación 05, conocida por los humanos como "Delta Halo". Aunque durante el juego solo participa en una pequeña escena, en donde aparece capturado por Gravemind, el líder de los Flood; "2401 Penitent Tangent" es prácticamente idéntico a su hermano 343 Guilty Spark. La única diferencia aparente consiste en que la luz de su cuerpo es roja y no azul (pero al final de Halo 3, Spark toma la luz roja por la azul mostrando un estado rampante, así que tal vez la personalidad de Tangent puede ser así). Habla con la misma voz artificial y de timbre alto de 343, y se muestra emocionado cuando ve a Jefe Maestro porque un “Reivindicador” apareció para activar la instalación y así contener a los Flood.
Una pequeña charla con el supuestamente muerto Profeta del Pesar, demuestra que 2401 Penitent Tangent utiliza los mismos protocolos de contención que 343 Guilty Spark emplea para contener el parásito.
Esto es demasiado para el Profeta del Pesar, el cual insiste en que "...de todos los objetos que dejaron nuestros señores, no hay nada más inútil que los oráculos". "2401 Penitent Tangent" también informa que los anillos ya habían sido activados y pueden activarse nuevamente sin problemas. Reprende al Profeta del Pesar por no seguir los protocolos de contención para detener a los Flood.
"2401 Penitent Tangent" recibe su número al elevar siete a la cuarta potencia (7^4), así como 343 Guilty Spark recibe el suyo al elevar siete a la tercera potencia (7^3).
- Datos: Q10843388